# Gare de Preignac
Gare de Preignac – przystanek kolejowy w Preignac, w departamencie Żyronda, w regionie Nowa Akwitania, we Francji.
Został otwarty w 1855 przez Compagnie des chemins de fer du Midi et du Canal latéral à la Garonne. Jest przystankiem kolejowym Société nationale des chemins de fer français (SNCF), obsługiwaną przez pociągi TER Aquitaine.

## Położenie
Znajduje się na 36,577 km linii Bordeaux – Sète, pomiędzy stacjami Barsac i Langon.

## Historia
Przystanek Preignac został oddany do użytku 31 maja 1855 roku przez Compagnie des chemins de fer du Midi et du Canal latéral à la Garonne, kiedy otwarto odcinek z Bordeaux do Langon.

## Usługi
Przystanek jest obsługiwany przez pociągi TER Aquitaine, kurujące pomiędzy Bordeaux i Agens lub Langon.